# Albert Robida
Pour les articles homonymes, voir Robida.
Albert Robida, né le 14 mai 1848 à Compiègne et mort le 11 octobre 1926 à Neuilly-sur-Seine, est un illustrateur, caricaturiste, graveur, journaliste et romancier français. Il est notoirement connu pour avoir été l'un des précurseurs des genres science-fiction, anticipation et fantastique.
Plusieurs de ses inventions et créations graphiques illustrent les technologies apparues un siècle plus tard, comme la télévision, la liaison en visiophonie, l'écran plat géant, le vidéoprojecteur, le cinéma chez soi, le réseau de communications individuelles de type Internet, le télé-commerce, l'enseignement à distance ainsi que les moyens de déplacement du futur comme les véhicules ou taxis volants ou encore les transports urbains similaires au Réseau express régional et l'ancêtre du train tube à très grande vitesse.
Son fils est l'architecte Camille Robida (1880-1938).

## Biographie
Fils d'un menuisier, Albert Robida étudie pour devenir notaire, mais dans l'ennui de telles études, il s'adonne à la caricature. En 1866, il dessine au Journal amusant puis dans diverses revues. En 1879, il imagine un personnage élevé par des singes, Saturnin Farandoul.
En 1880, avec l'éditeur George Decaux, il fonde sa propre revue, La Caricature, qu'il dirige pendant douze ans et dans laquelle Caran d'Ache, Louis Morin, Ferdinand Bac, Job, Maurice Radiguet font leurs débuts.
Il illustre des guides touristiques, des ouvrages de vulgarisation historique, des classiques littéraires : Villon, Rabelais, Cervantès, Swift, Shakespeare, Les Cent Contes drolatiques d'Honoré de Balzac, les Mille et une nuits. Il œuvre aussi dans un registre plus léger avec une histoire des maisons closes.
En 1885, il participe à la première Exposition internationale de blanc et noir et y obtient une médaille de bronze.
Entre 1891 et 1905, il fournit une soixantaine de planches à la revue La Nature de Gaston Tissandier.
Pour l'Exposition universelle de 1900, en aval du pont de l'Alma, il conçoit une reconstitution d'un quartier du « Vieux Paris ».
Lors de la Première Guerre mondiale, alors que ses enfants risquent leur vie pour la France, il s’engage lui aussi à sa façon, au travers de ses dessins qu’il relaie notamment par la presse. On peut noter sa participation à plusieurs périodiques. Il est possible de citer l’édition de guerre du Rire, le 21 septembre 1914, pour qui il donne cinq dessins, dont un fait la couverture. L'ennemi y est marqué du sceau de l'infamie que représente La Croix de fer. Ce travail lui permet également lui-même de se défendre : suspecté de dessiner au profit de l’ennemi, il participe au no 7 de La Baïonnette sur le thème « Leurs espions », le 19 aout 1915.
Sa renommée s'éclipse quelque temps après la Première Guerre mondiale.
Albert Robida a été redécouvert grâce à sa trilogie d'anticipation : 
- Le Vingtième Siècle, 1883 ;

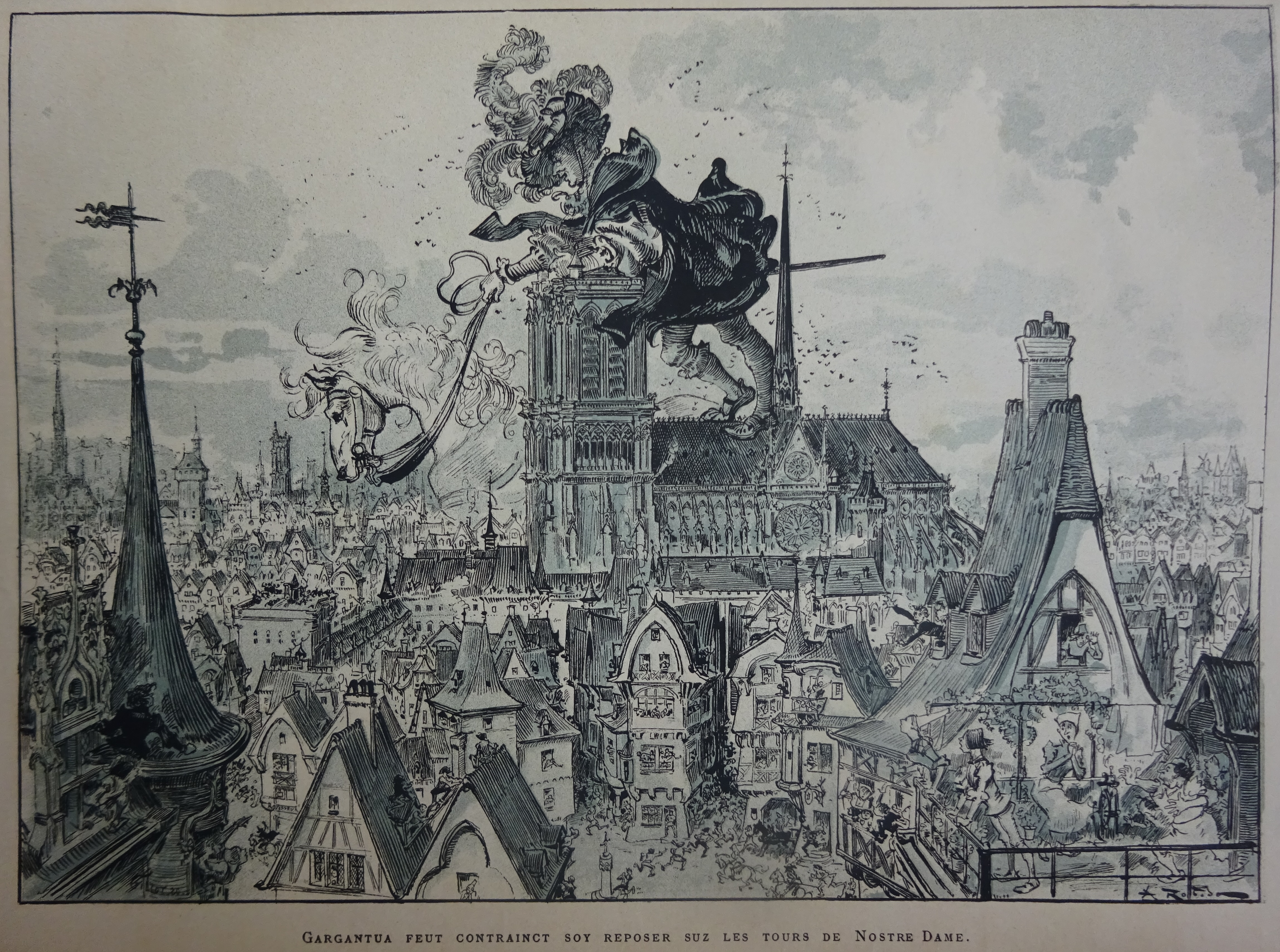
Gargantua sur les tours de Notre-Dame (illustration de Robida).

- La Guerre au vingtième siècle, 1887 ;
- Le Vingtième Siècle. La vie électrique, 1891-1892.

Il imagine ainsi dans La vie électrique le téléphonoscope, un écran plat mural qui diffuse les dernières informations à toute heure du jour et de la nuit, les dernières pièces de théâtre, des cours et des téléconférences : c'est l'ancêtre de la télévision moderne. Les aéronefs sont également bien implantés comme moyen de transport individuel et il y mentionne même un « train-tube électro-pneumatique » qui rappelle l'hyperloop d'Elon Musk. Le récit se déroule en 1953.
Outre ses qualités de visionnaire, son œuvre L'Horloge des siècles (1902), avec les changements de paradigmes qu'elle présente, annonçait déjà, selon certains de ses critiques, le Philip Kindred Dick du roman À rebrousse-temps[réf. nécessaire].
À la suite du succès de sa trilogie de science-fiction il devient l'un des dessinateurs de presse les plus imités au tournant du siècle.
Les obsèques de Albert Robida sont célébrées dans l'église Saint-Jean-Baptiste de Neuilly-sur-Seine et il est inhumé au cimetière de Croissy-sur-Seine, dans le tombeau familial dessiné par l'un de ses fils, l'architecte Camille Robida.

## Distinctions
- Chevalier de la Légion d'honneur (décret du 14 décembre 1900). Il est fait chevalier par Oscar Roty le 27 février 1901.

## Œuvres
L'œuvre d'Albert Robida comporte au moins 60 ouvrages écrits, tous genres confondus (anticipation, aventure, jeunesse, histoire, tourisme, architecture, etc.) et 200 livres illustrés. Il a participé à 70 revues de presse et réalisé environ 60 000 dessins.
Henri Béraldi nomma en 1916 Albert Robida comme un caricaturiste prophète de la guerre de 1914.

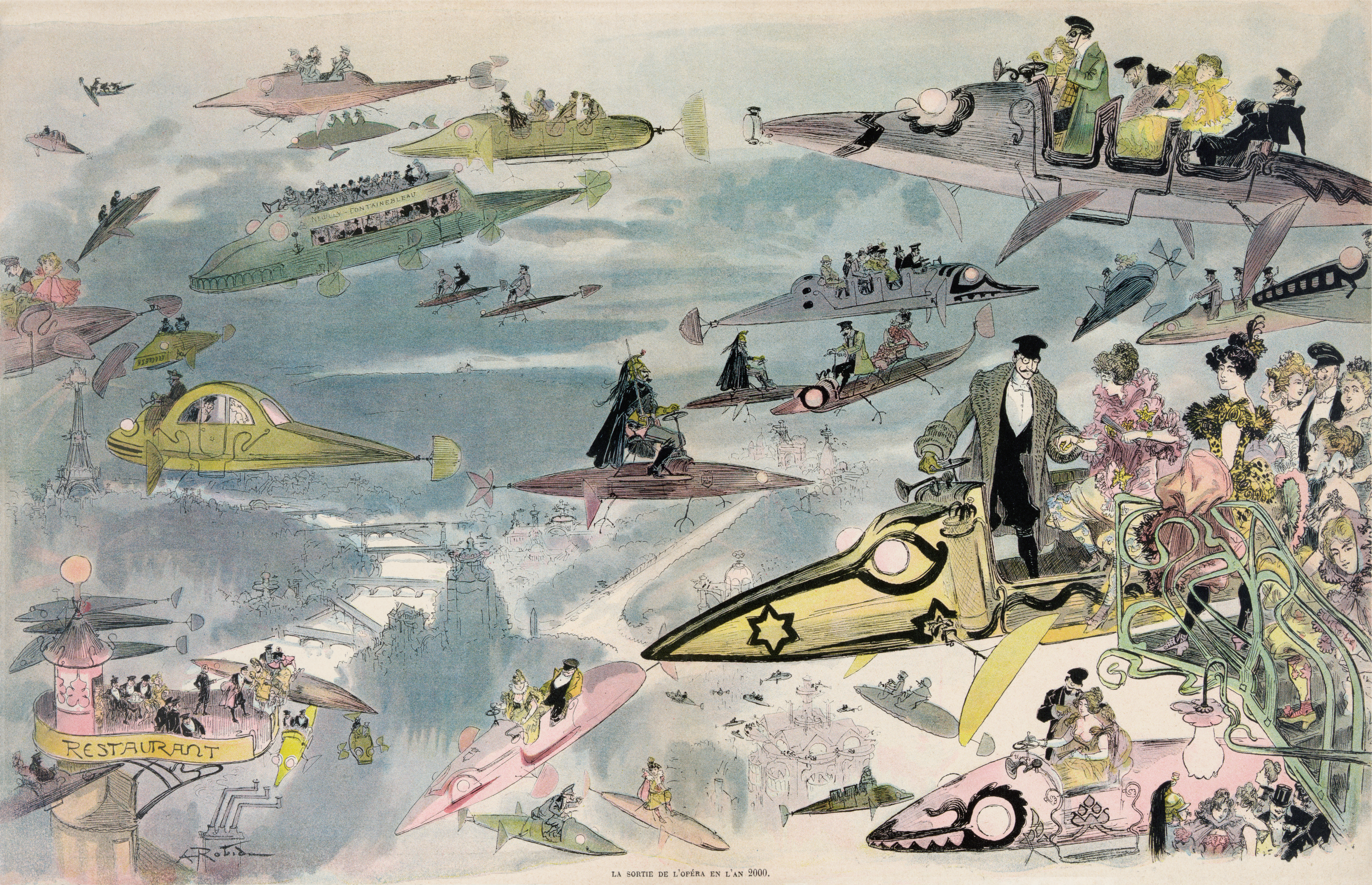
La Sortie de l'opéra en l'an 2000 (vers 1882), lithographie, Washington, bibliothèque du Congrès.

### Anticipation
- Le Vingtième Siècle, 1883.
- La Guerre au vingtième siècle, 1887.
- Le Vingtième Siècle. La vie électrique, 1891-1892.
- Voyage de fiançailles au XXe siècle.
- L'Horloge des siècles, Paris, Félix Juven, 1902.
- En 1965[Note 3], 1919-1920.
- Un chalet dans les airs, 1925[9].

### Varia
- L'Île de Lutèce : enlaidissements et embellissements de la Cité.
- La Bête au bois dormant, texte et illustrations de Robida, paru en feuilleton dans Le Petit Français illustré, avril-juillet 1903, en édition livre chez Armand Colin, 1904[10].
- La part du hasard.
- En haut du beffroi (Armand Colin, 1895)
- L'Académie de danse de Iaroslaw (Armand Colin, 1895)
- Le voyage de M. Dumollet.
- Les vieilles villes d'Italie : notes et souvenirs, 1878.
- Les vieilles villes de Suisse, 1879.
- Voyages très extraordinaires de Saturnin Farandoul[Note 4],[11], 1879.
- La grande mascarade parisienne.
- La fin des livres, avec Octave Uzanne.
- Contes pour les bibliophiles, avec Octave Uzanne.
- Les vieilles villes d'Espagne : notes et souvenirs.
- Un caricaturiste prophète : la guerre telle qu'elle est.
- 1430, les assiégés de Compiègne[12].
- Paris de siècle en siècle : le cœur de Paris, splendeurs et souvenir.
- Paris à travers l'histoire, vers 1896.
- Le XIXe siècle.
- Les escholiers du temps jadis.
- Le Roi des jongleurs, 1896.
- Les vieilles villes du Rhin : à travers la Suisse, l'Alsace, l'Allemagne et la Hollande, vers 1910
- Les quatre fils Aymon 1908, de Jean Albignac, librairie moderne,Maurice Bauche éditeur[13]
- Le Patron Nicklaus, 1909
- Le capitaine Bellormeau 1916 (Armand Collin)
- Les cent nouvelles nouvelles.
- Le Trésor de Carcassonne, 1934.
- L'Île des centaures, aux éditions Henri Laurens (date inconnue[14]).
- Swift. Voyages de Gulliver, Henri Laurens (fin XIXe siècle) ; réédition Éditions Douin, 2014[15].
- Fabliaux et contes du Moyen Âge, Henri Laurens, 1926 ; réédition Éditions Douin, 2015[16].

### La Vieille France
- La Bretagne, texte, dessins et 40 lithographies hors texte par A. Robida, Paris, Librairie illustrée, vers 1900, 336 p.lire en ligne

Illustration pour La vieille France, Bretagne
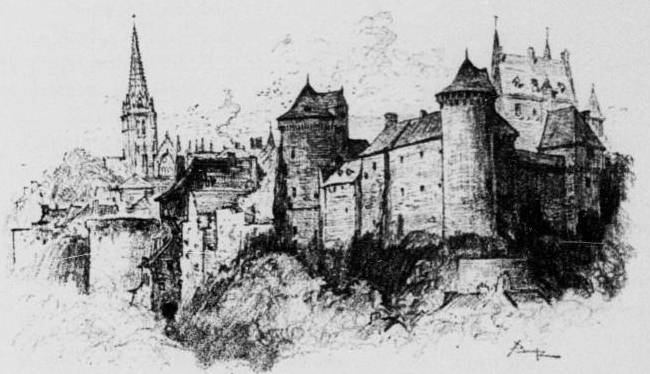
Vitré : les murailles vers 1900.
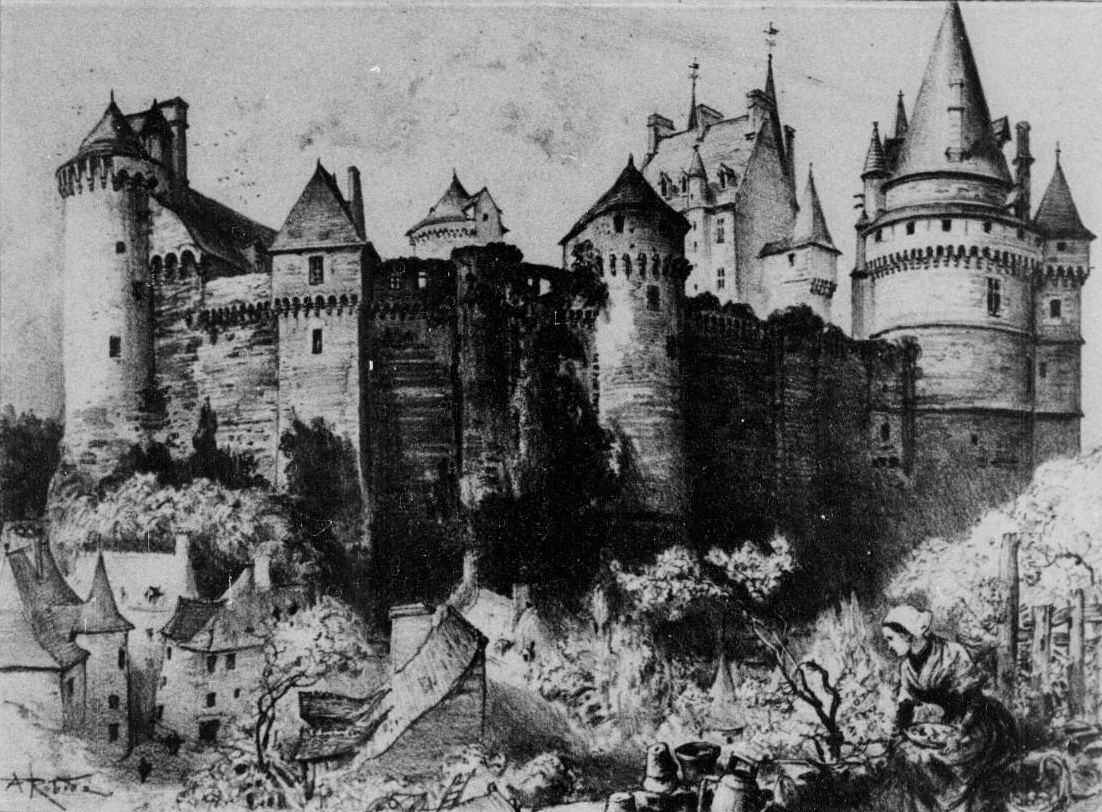
Le château de Vitré vers 1900.
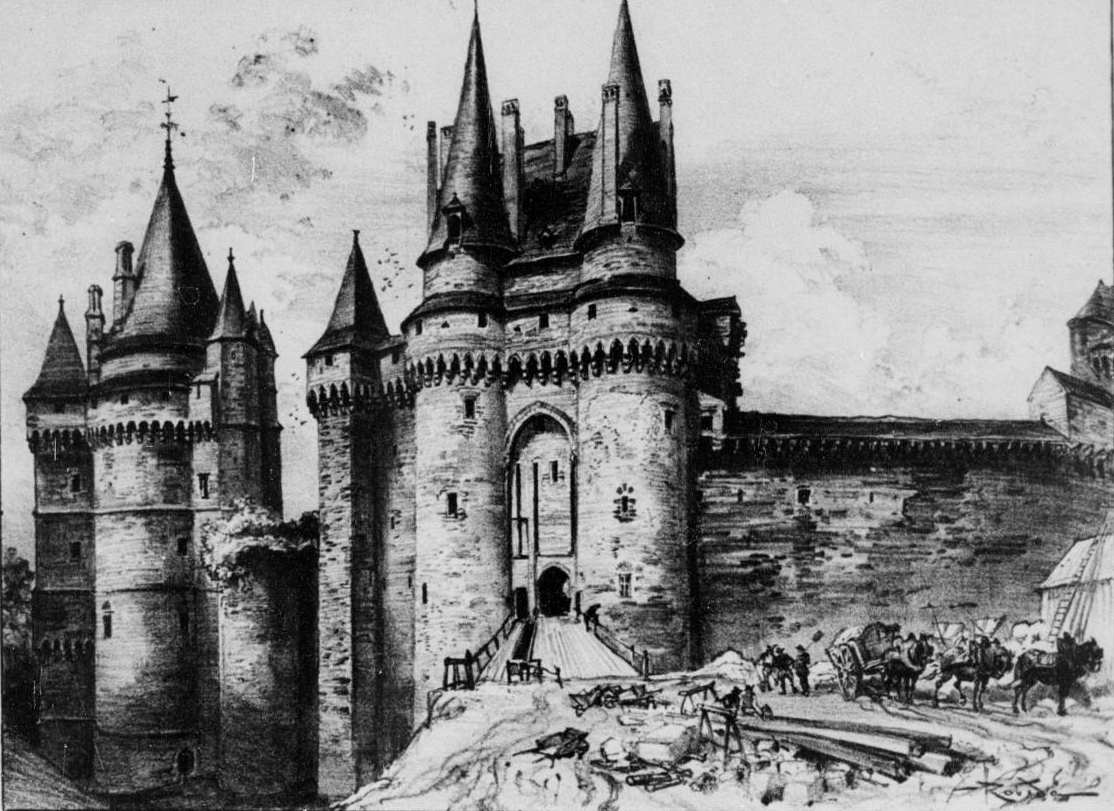
Vitré : le châtelet vu de l'extérieur (vers 1900).
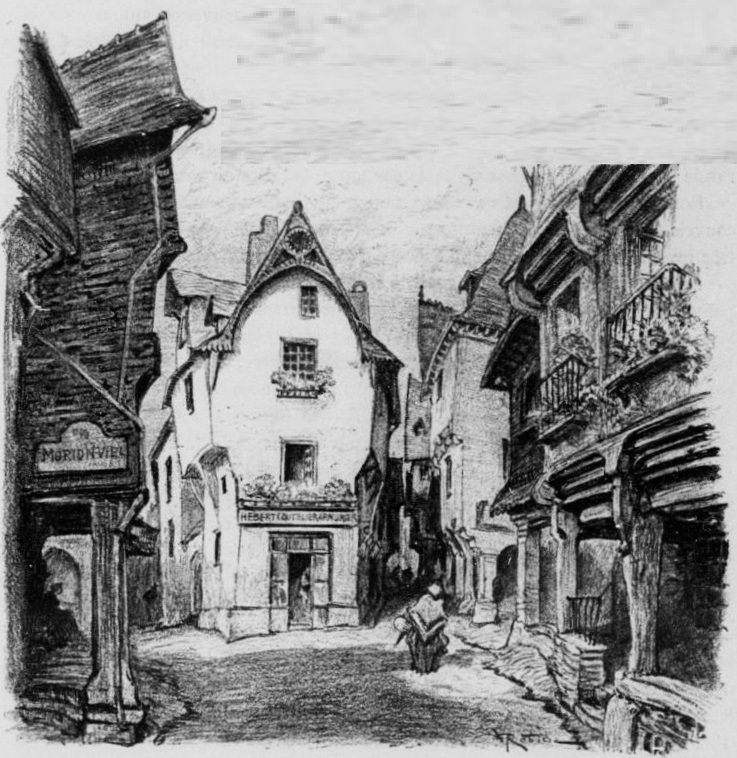
Vitré : la rue Poterie vers 1900.
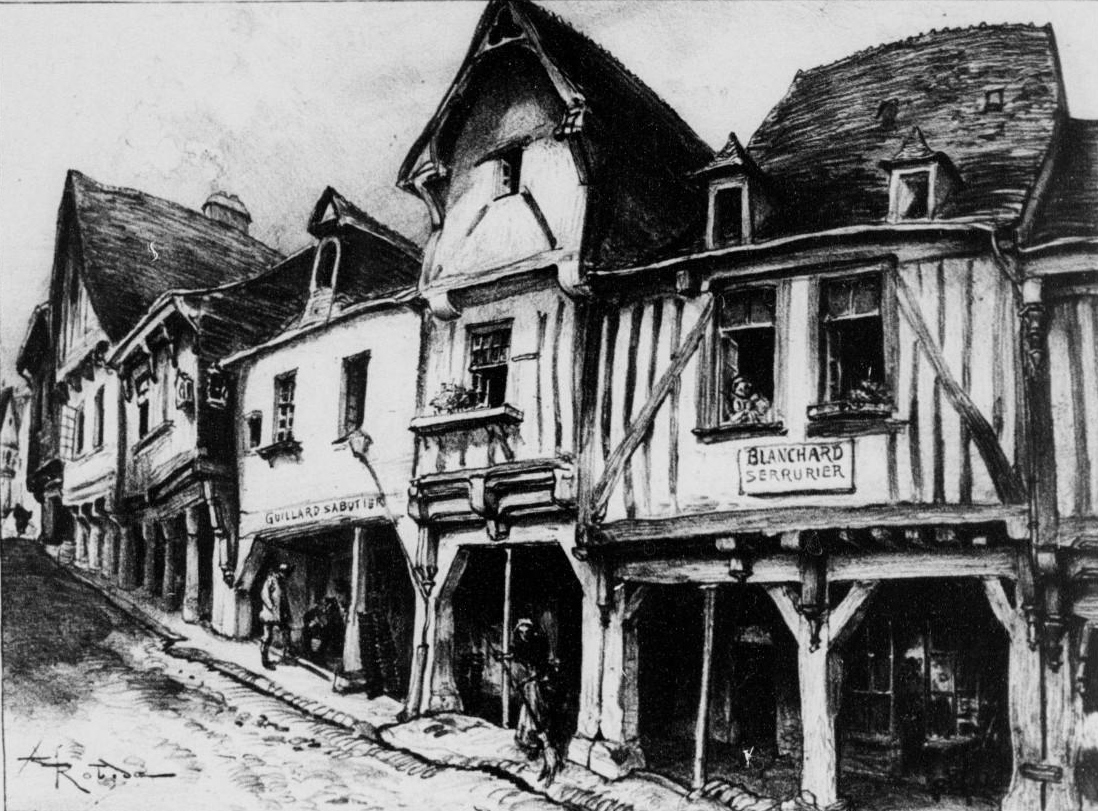
Fougères : la rue de la Pinterie (vers 1900).
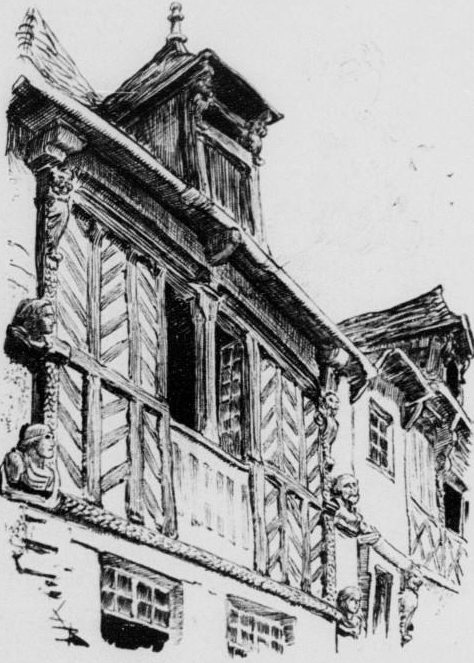
Vitré : la maison des Bustes, rue Baudrairie (vers 1900).
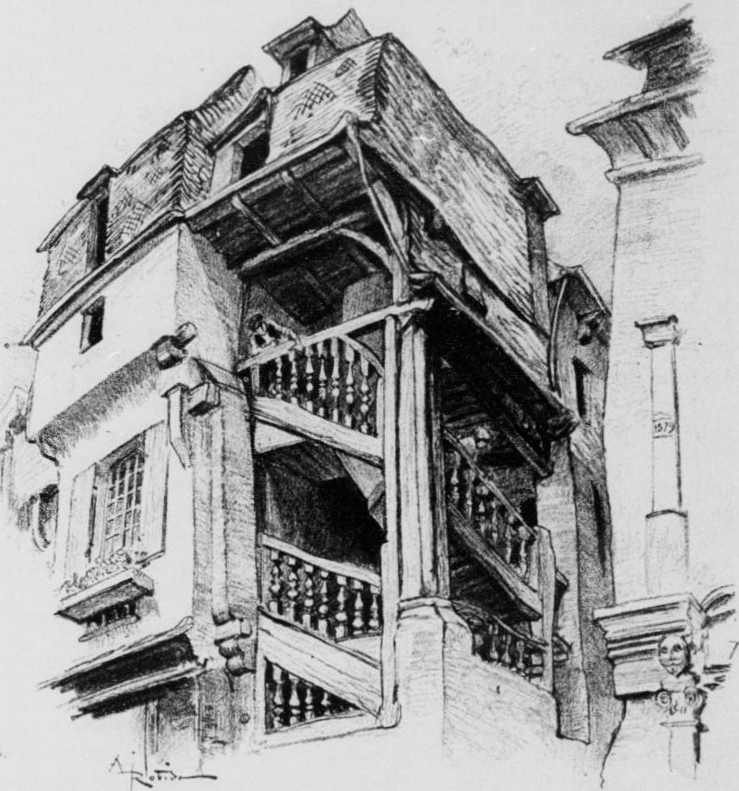
Vitré : escalier extérieur rue Badrairie.
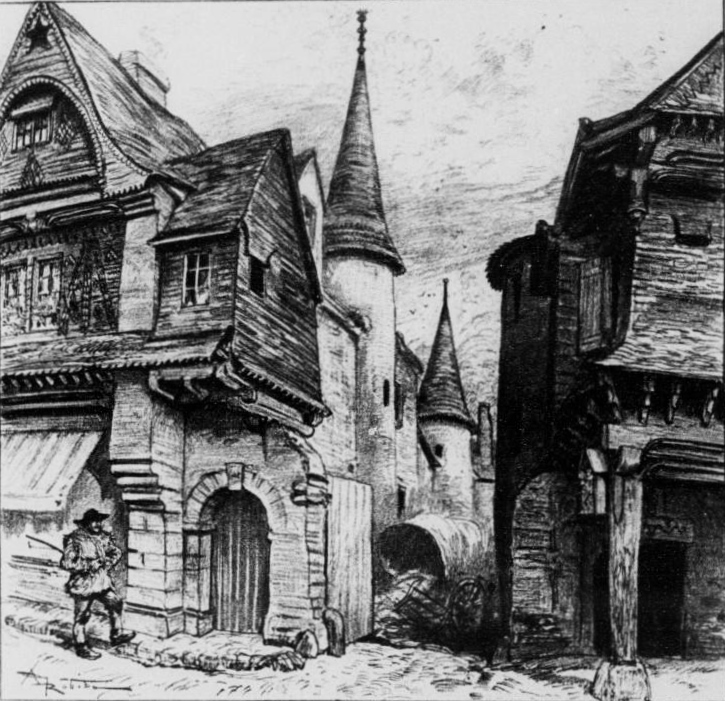
Vitré : maisons faubourg Saint-Martin vers 1900.
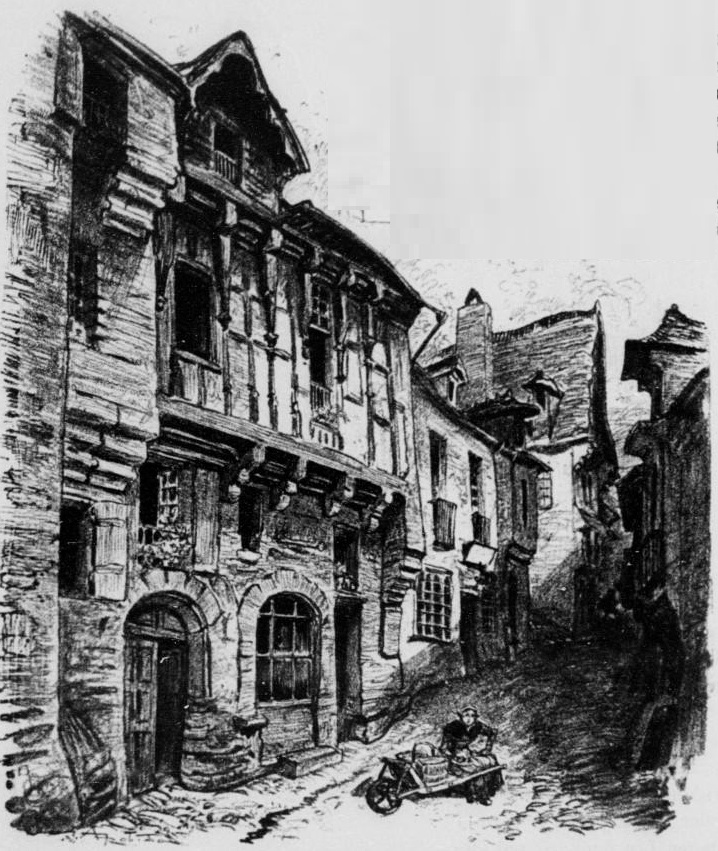
Vitré : près de l'ancienne Porte d'En-Bas (vers 1900).
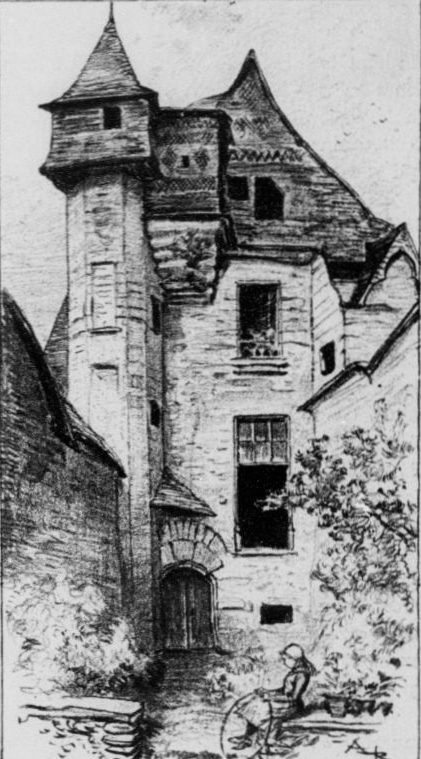
Vitré: maison rue d'En-Bas vers 1900.
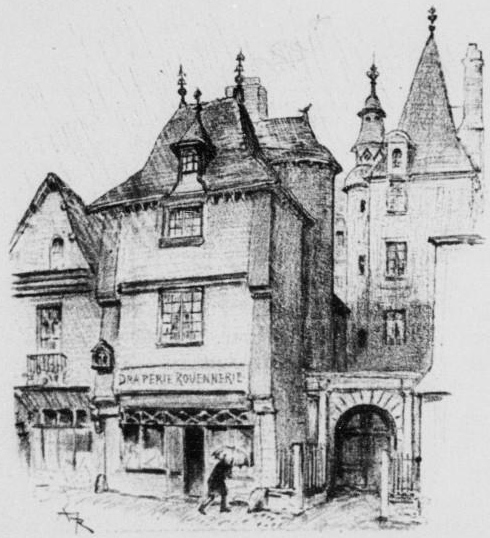
Vitré : la place du Marchix vers 1900.

- La Touraine, texte, dessins et lithographie par A. Robida, Paris, La Librairie Illustrée, 336 p., 40 planches, s.d. [1892]. Tome II : Le Mans, Laval, Sablé, Angers, Saumur, Thouars, Loudun, Chinon, Vendôme (lire en ligne)
- Normandie, texte, dessins et lithographies par A. Robida, Paris, La Librairie illustrée, s.d. [1890], 331 pages, 40 planches en deux tons hors-texte et nombreuses illustrations dans le texte. Tome II : Bayeux, Lisieux, Bernay, Honfleur, Le Havre, Fécamp, Dieppe, Eu, Rouen, Louviers, Évreux, Vernon. Rééd. : Éd. de Crémille, Genève, 1994, 169 p. (lire en ligne)
- Provence, Paris, À la Librairie illustrée, s.d. 1893, 332 p. Avignon, Barbentane, Orange, Carpentras, Vaucluse, Cavaillon, Sisteron, Tarascon, Beaucaire, Arles, Marseille, Toulon, Fréjus, Nice, Monaco, Menton, Aix, Nîmes, Uzès, Montpellier, Béziers, Narbonne, Carcassonne (lire en ligne)
- Paris, splendeurs et souvenirs, Éditions de Crémille, Genève, 1992, textes, dessins et lithographies par A. Robida, 824 p., 2 volumes. Tome 1 : Le cœur de Paris, 412 p. Tome 2 : Paris, de siècle en siècle, 412 p.

### Contes et nouvelles
- Satanas anachorète, texte et dessins par Albert Robida, cinq illustrations dans le texte :
  - in La Couronne de Lierre, Paris, Philippe Mouillot, 1902[17] ;
  - in Le Visage Vert no 25, février 2015[18].
- La Châtelaine aux 365 enfants, texte et dessin par A. Robida, une illustration pleine page :
  - in Le Journal des voyages no 869, 27 juillet 1913 ;
  - in Les Heures littéraires illustrées no 130, 20 août 1913 ;
  - in Le Visage Vert no 25, février 2015[18].

Illustrations d'Albert Robida
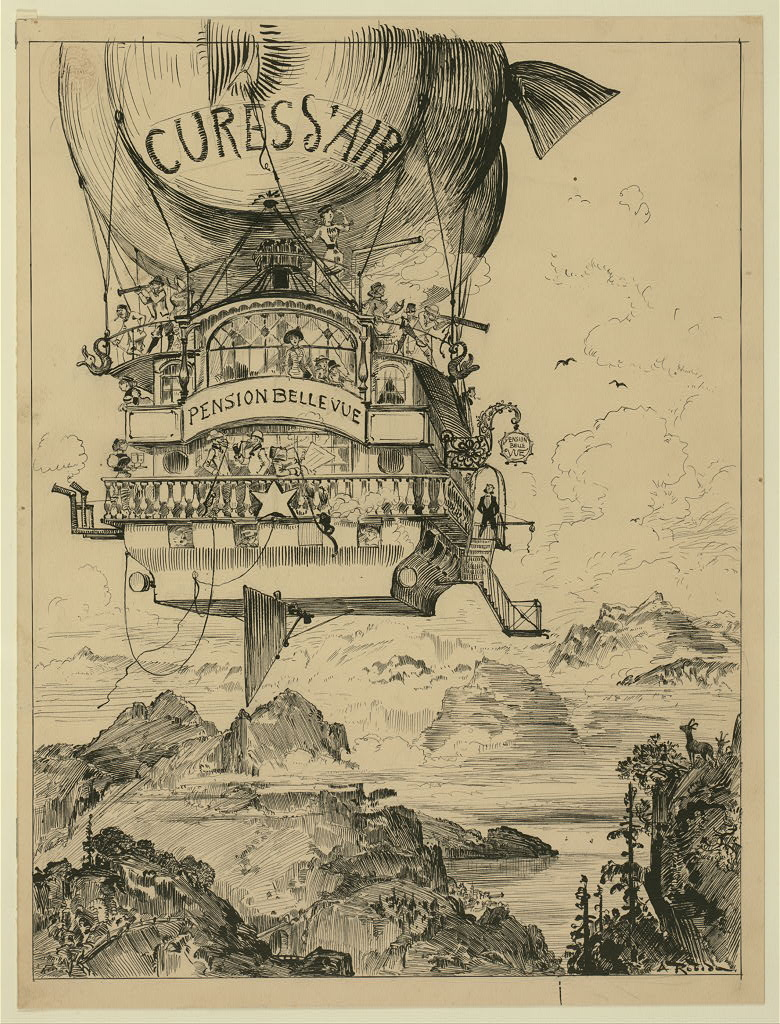
Cures d'air dans la montagne, illustration du Vingtième siècle (1883).
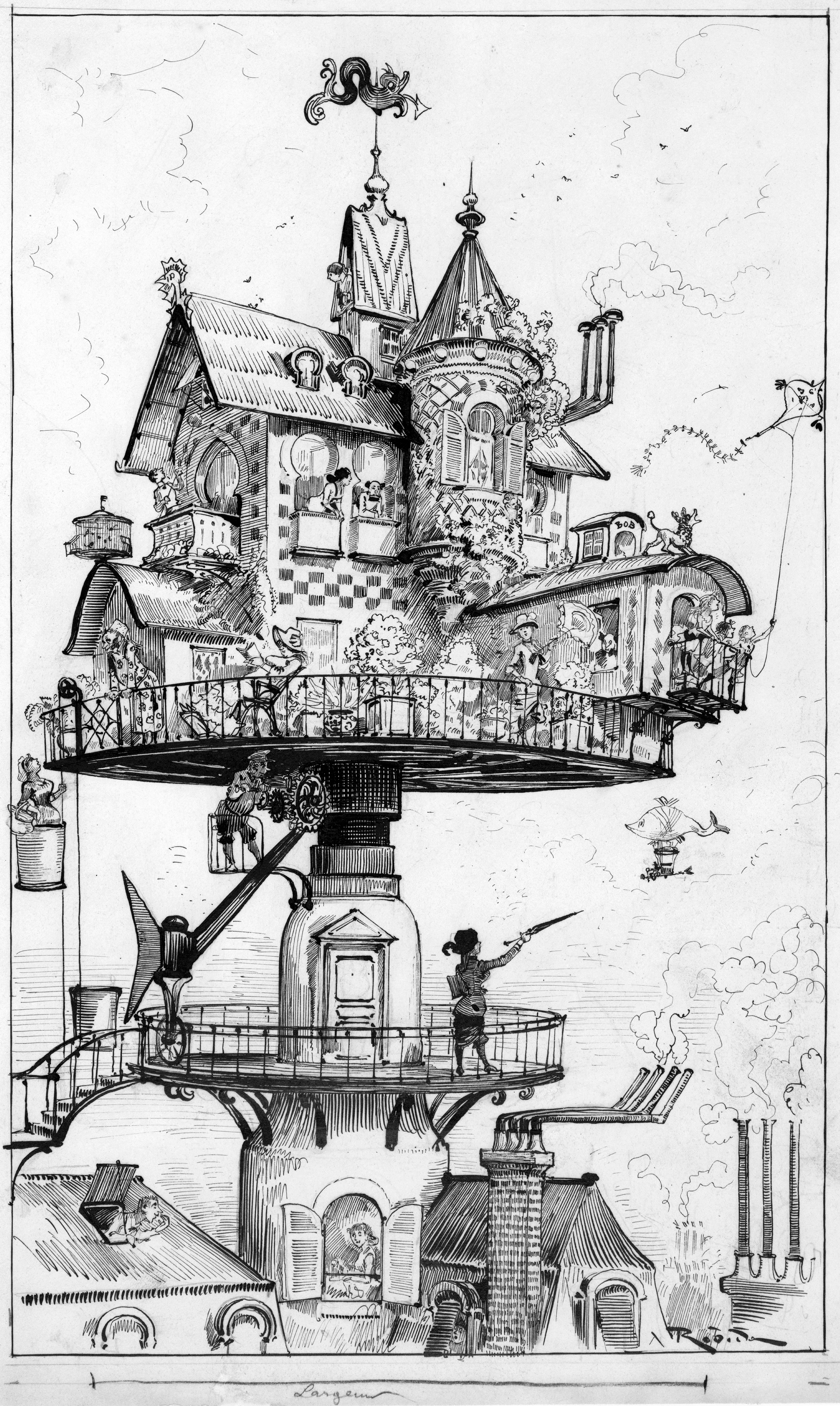
Maison tournante aérienne, illustration du Vingtième siècle (1883).
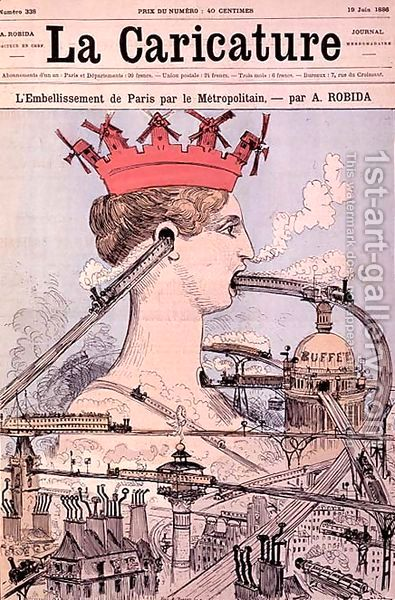
L’Embellissement de Paris par le métropolitain, La Caricature du 19 juin 1886.
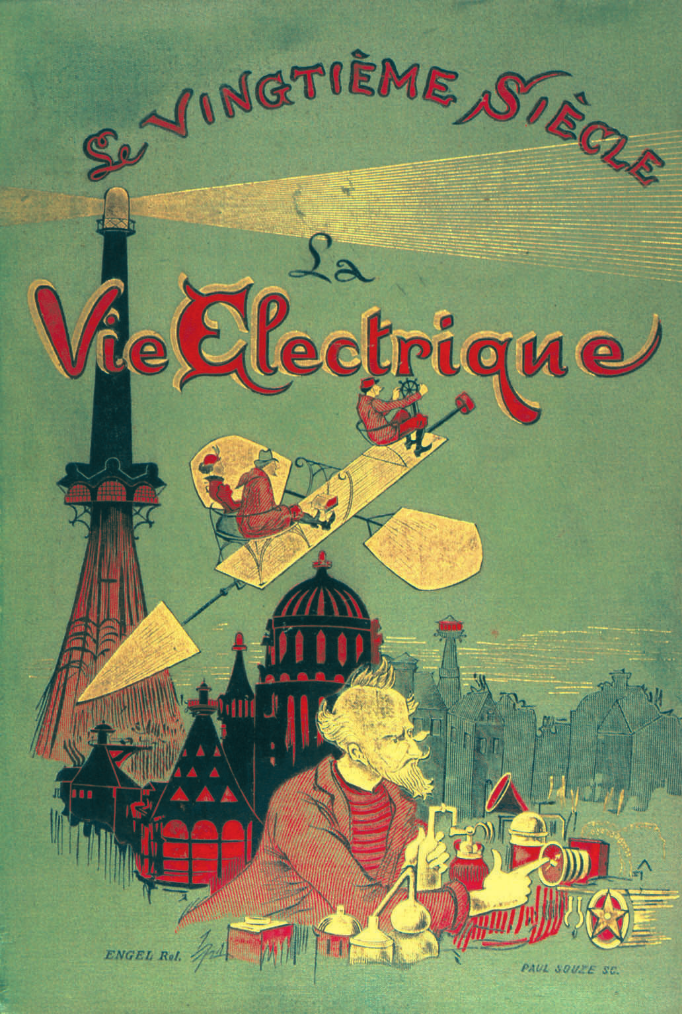
Le Vingtième Siècle. La vie électrique, illustration de couverture (1892).
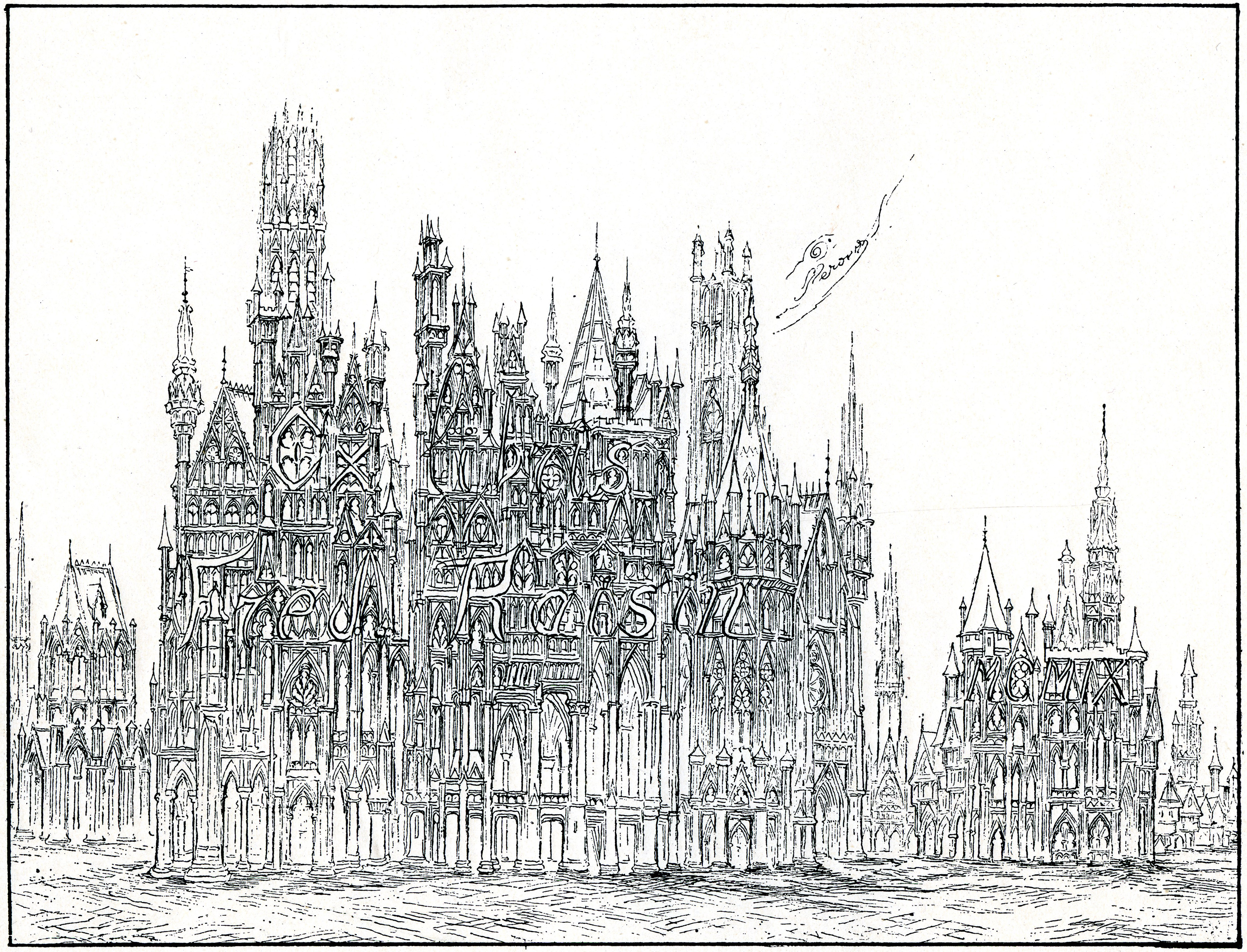
Ex-libris de Frédéric Raisin, bibliophile genevois (1909).
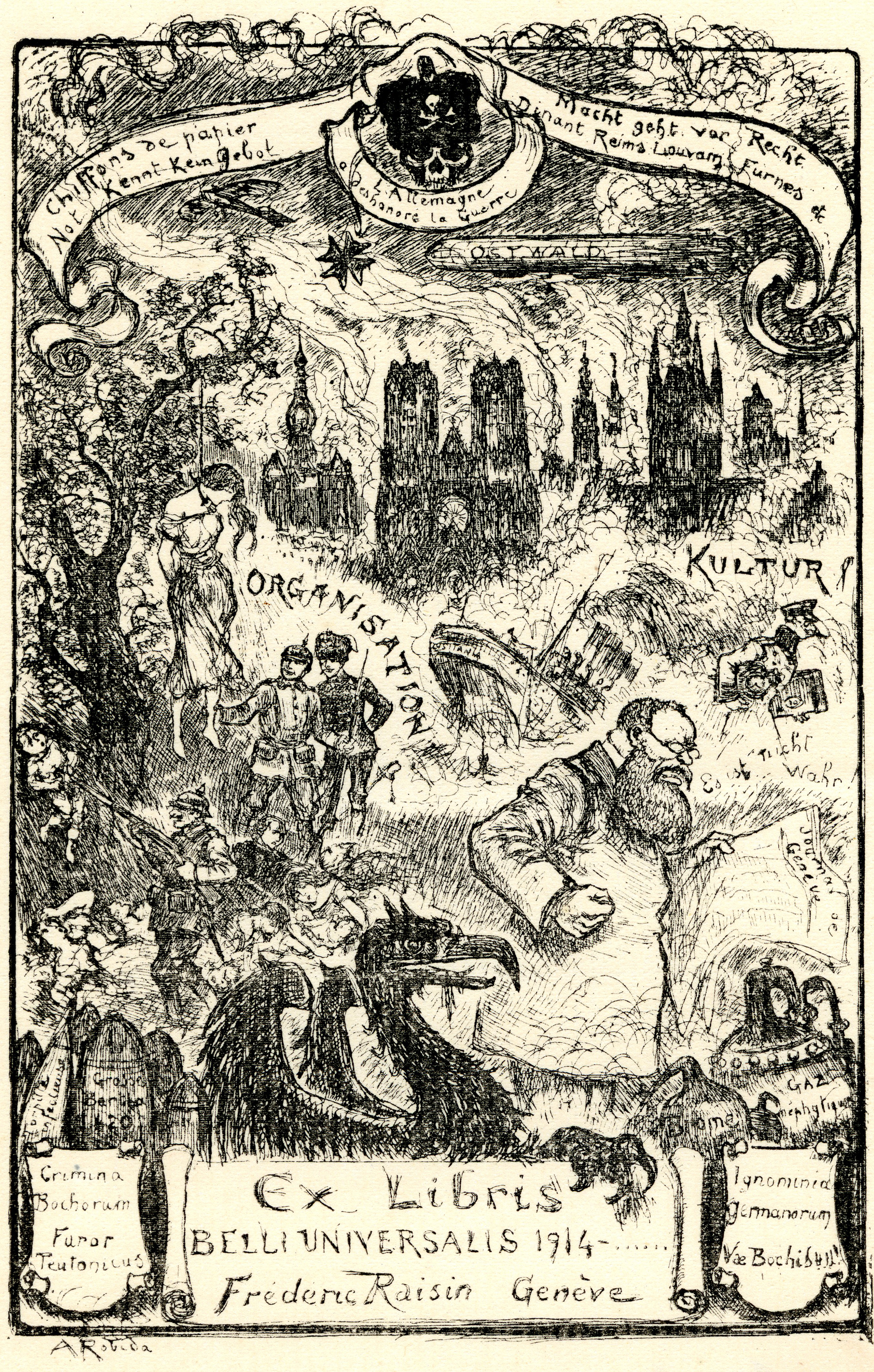
Ex-libris de Frédéric Raisin, bibliophile genevois (1914).

## Postérité

### Bandes dessinées inspirées de l'œuvre d'Albert Robida
- Hauteville House, scénario de Fred Duval, dessins de Thierry Gioux, 4 tomes, Delcourt 1er, 2004-2007.
- Le Futuriste, scénario d'Olivier Cotte, dessins de Jules Stromboni, Paris, Casterman, 2008.
- Sir John Arthur Livingstone : Le roi des Singes, tome 1, scénario de Philippe Bonifay, dessins de Fabrice Meddour, Vents d'Ouest, 2012.
- Grandville, bande dessinée britannique uchronique steampunk créée par Bryan Talbot en 2009.

### Prix littéraire
En 1954, les Éditions Métal créent le grand prix du roman d'anticipation scientifique : « Ce prix comprend deux sous-sections qui s'appellent : le prix Rosny aîné, d'une part, qui couronne un ouvrage sérieux, sur des bases scientifiques exactes, et, d'autre part, le prix Robida, couronnant un ouvrage de philosophie humoristique, ou d'utopie toujours avec le côté humoristique. » Cette initiative n'a cependant qu'une existence éphémère. Car si le prix Rosny aîné a bien été remis une seule fois à Charles Henneberg le 14 octobre 1954, le prix Robida n'a jamais été décerné.

### Toponymie
- Villa Albert-Robida (Paris)